# Arquebisbat de Catanzaro-Squillace

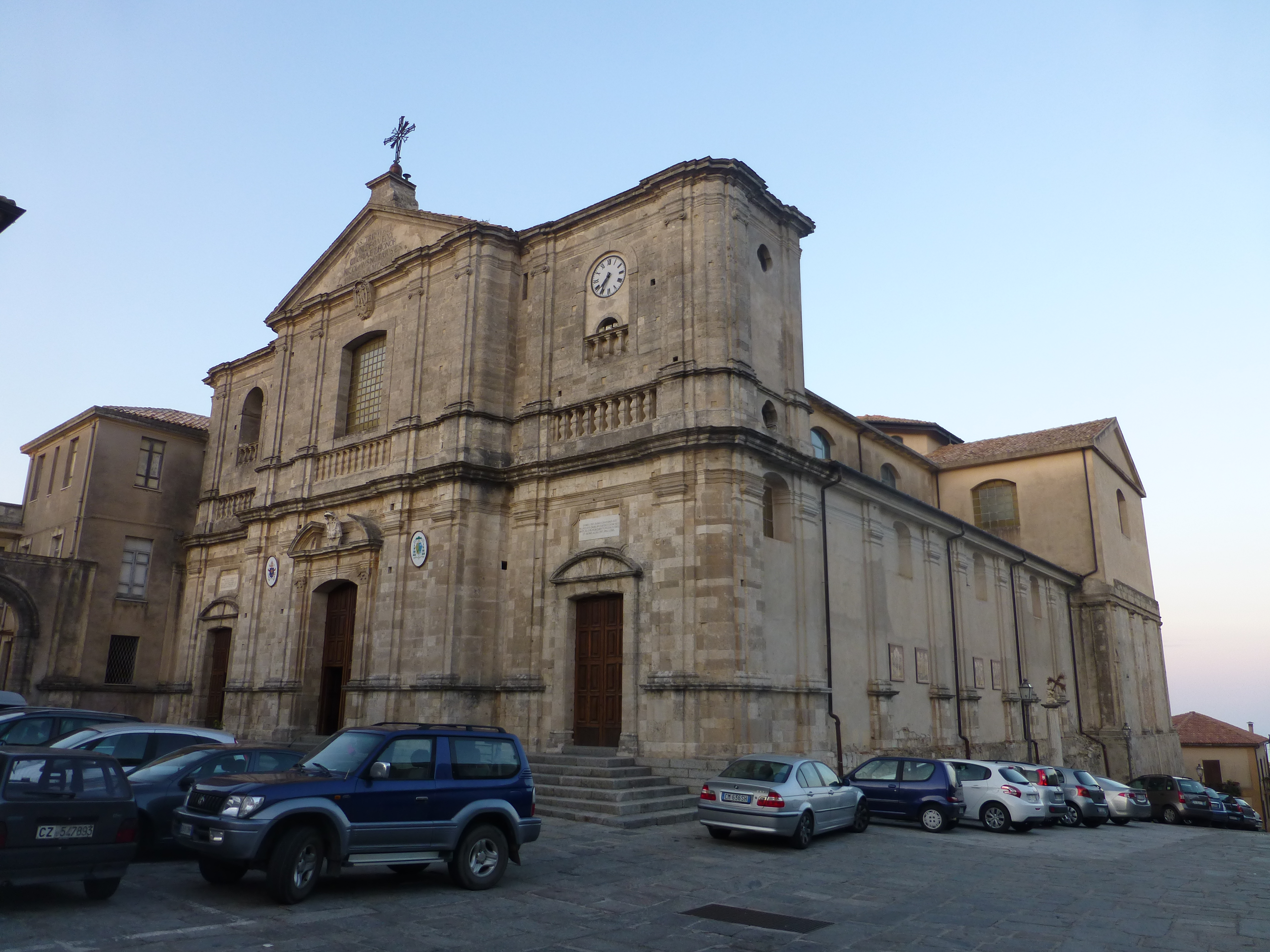
La cocatedral de Santa Maria Assunta a Squillace.

L'arquebisbat de Catanzaro-Squillace (italià: Arcidiocesi di Catanzaro-Squillace; llatí: Archidioecesis Catacensis-Squillacensis) és una seu metropolitana de l'Església catòlica que pertany a la regió eclesiàstica Calàbria. El 2006 sumava amb 199.000 batejats al voltant de 237.000 habitants. Actualment està dirigida per l'arquebisbe Vincenzo Bertolone, S.d.P.

## Territori
L'arxidiòcesi comprèn part de la província de Catanzaro.
La seu arxiepiscopal es troba a la ciutat de Catanzaro, on es troba la catedral de Santa Maria Assunta i dels sants Pere i Pau. A Squillace es troba la cocatedral de Santa Maria Assunta.
El territori està dividit en 122 parròquies.

## Història

### Diòcesi de Squillace
La diòcesi de Squillace es troba entre les més antigues del sud d'Itàlia. La tradició remunta el naixement a l'era apostòlica: primer bisbe va ser Giovanni, ordenat el primer bisbe de Reggio Stefano di Nicea, o Fantino, deixeble del Papa Lli, el successor de Sant Pere. No obstant això, el primer bisbe del qual es coneix el nom és Gaudenzio, que va viure a mitjans del segle v.
A la fi del segle v, la diòcesi va ser implicat en dues històries de crims sensacionals. A partir de les cartes del papa Gelasi I, es mostra que entre el 494 i el 496 dos bisbes van ser assassinats; de fet van estar involucrats alguns clergues, un sacerdot anomenat Celestino i un ardiaca anomenat Asello, que va aprofitar l'oportunitat per fer-se elegir bisbe; els bisbes de les diòcesis veïnes van rebre instruccions per imposar les sancions eclesiàstiques apropiades i per deposar l'usurpador.
Al segle vi, van néixer a Squillace les primeres institucions monàstiques d'Occident a través de Cassiodoro qui, entre 540 i 550, van construir una ermita i un monestir, el "Castellense" i "Vivariense". En aquest mateix període, el bisbe Zaccheo va sostenir valentament el papa Vigili a Constantinoble contra la violència de Justinià el Gran que mostra entre altres coses la comunió de l'església de Squillace amb la de Roma.
La diòcesi de Squillace, com de fet totes les del sud d'Itàlia i Sicília, seguia depenent espiritualment de Roma, fins i tot després de la inclusió d'aquestes regions a l'Imperi Romà d'Orient amb la Pragmàtica Sanció de 554. El 776, però, Lleó III l'Isàuric es va separar de Roma i el va sotmetre al Patriarcat de Constantinoble; a la Notitiae Episcopatuum de Lleó VI el Savi (és a dir, el catàleg de totes les esglésies presentades al Patriarcat romà d'Orient), per tant, enumera la diòcesi de Squillace, entre les de ritu bizantí sufragànies de Reggio. Dels tres segles en que Squillace va ser una diòcesi grega gairebé no tenim gairebé cap document i ignorem els noms dels bisbes, llevat d'un (Demetrio, que va viure al 870). En el mateix període, però, la diòcesi de Squillace es va enriquir de monjos basilians que van crear un extraordinari floriment dels monestirs, entre ells el de Sant Giovanni Theristis a Bivongi Sempre amb el mateix període la tradició data de l'arribada de les relíquies de Sant Agaci, patró de la diòcesi, i de Sant Gregori el Sanador, el sant patró de Stalettì.
Squillace va ser governada per un bisbe de ritu bizantí (Teodoro Mesymerio), fins i tot trenta anys després de la conquesta normanda de Calàbria i amb això la restauració del ritu llatí i el retorn a la jurisdicció de Roma. La romanització de totes maneres va passar lentament. En primer bisbe de ritu llatí va ser Giovanni de Niceforo, degà de la diòcesi de Mileto (1096). En l'acta de constitució de la diòcesi de Squillace el 1096, les fronteres van ser fixades per Roger el normand als rius Alarum i Crocleam, i estava formada per les següents localitats: Squillace, Taverna, Stilo, Antistilo, Santa Caterina dello Ionio, Badolato, Satriano, Castel di Cuccolo, Castel di Mainardo, Meta di Lomata, Rocca di Catenziaro, Tiriolo, Catenziaro, Salìa, Barbaro, Simmiri e vari casali.
La sèrie dels bisbes de Squillace havia estat ininterrompuda, a excepció d'uns dies de vacants per l'hostilitat de Frederic II, qui en 1236 va usurpar la diòcesi; després de la mort de l'emperador (1250), el Papa Innocenci IV no va confirmar el canonge de Reggio, Benvenuto, i 6 d'octubre de 1254 es va traslladar a Squillace el bisbe de Martirano Tommaso, O.Cist.
Cap al final del segle xvi, el territori de la diòcesi de Squillace va ser escenari de nombrosos incidents de protesta religiosa i/o política, la més notable de les quals va ser la conspiració de Tommaso Campanella en 1599. Un testimoni indirecte és el seu nomenament com a bisbe de Squillace, que va ocórrer el 13 d'agost de 1601, del vicari general dels dominics Paolo Isaresi della Mirandola, després d'una sèrie de bisbes pertanyents a la família Sirleto
El 23 de desembre de 1927 l'Arquebisbe de Catanzaro, Giovanni Fiorentini, també va ser nomenat bisbe de Squillace, unint així in persona episcopi les dues diòcesis.

### Diòcesi de Catanzaro
La Diòcesi de Catanzaro va ser erigida el 1121, amb territori desmembrat de la diòcesi de Squillace. La seu original de la diòcesi sembla haver estat la localitat de Tres Tabernae on els bisbes, després del saqueig sarraí, van fugir a refugiar-se en Catanzaro. A la creació de la diòcesi es va oposar sense èxit el bisbe de Squillace Pietro: passaren a la nova diòcesi territoris de Taverna, Rocca Falluca, Tiriolo, Sellia i la mateixa Catanzaro. Com Squillace, Catanzaro també va esdevenir sufragània de l'arxidiòcesi de Reggio Calàbria.
En 1567 es va establir oficialment el seminari diocesà, que havia de proporcionar formació pels sacerdots, una tasca que prèviament era feta pel Col·legi dels Jesuïtes. No obstant això, la falta de fons va impedir el bon funcionament del seminari. El bisbe Orazi imposar un impost a tota la diòcesi per satisfer les necessitats del seminari i en 1594 va ser capaç de restaurar-lo, però després de la seva mort, les portes del seminari es va tancar de nou. A mitjans del segle xvii es va intentar amb poc èxit d'una col·laboració amb el col·legi dels jesuïtes. A la primera meitat del segle xviii van intentar-ho de nou i durant alguns anys es van fer cursos escolars. El 1750 el seminari es va tancar, va reobrir les seves portes en 1753, però més tard va ser tancat i reobert de nou el 1769. En 1833 el bisbe Matteo Franco dotar el seminari major d'una seu més àmplia.
El 5 de juny de 1927, la Diòcesi de Catanzaro es va dissoldre per les restriccions que la lligaven a la metròpoli de Reggio Calàbria i va ser elevada al rang d'arxidiòcesi sense sufragània amb la butlla Commissum supremo del Papa Pius XI; i l'arquebisbe Giovanni Fiorentini va rebre aquell mateix any el pal·li.

### Arxidiòcesi di Catanzaro-Squillace
El 30 de setembre de 1986 sota el decret Instantibus votis de la Congregació per als Bisbes, l'arxidiòcesi de Catanzaro i la diòcesi de Squillace es van unir amb la fórmula de plena unione i la nova circumscripció eclesiàstica assumí el seu actual nom. Arran d'aquest decret l'arxidiòcesi de Catanzaro-Squillace va perdre les poblacions (gairebé totes elles pertanyents a l'antiga diòcesi de Squillace) de Stilo, Pazzano, Bivongi, Camini, i les fraccions de Foca i Ursini de Caulònia, mentre que va rebre Fabrizia, Castagna i Panettieri.
Amb la butlla Maiori Christifidelium del papa Joan Pau II el 30 de gener 2001 l'arxidiòcesi de Catanzaro-Squillace va ser elevada a la categoria de seu metropolitana, tenint com a sufragànies l'arxidiòcesi de Crotone-Santa Severina i la diòcesi de Lamezia Terme.

## Cronologia episcopal

### Bisbes de Squillace
- Gaudenzio † (mencionat el 465)[12]
- Zaccheo † (inicis de 551 - finals de 553)[13]
- Giovanni Lissitano † (592 - finals de 598)[14]
- Agostino † (mencionat el 649)[15]
- Paolo † (mencionat el 680)[16]
- Demetrio † (inicis del 869 - finals de 879)[17]
- Teodoro Mesymerio † (inicis de 1060 - 1096 jubilat)[18]
- Giovanni de Niceforo † (1096 - 11 de març de 1098 jubilat)
- Donato †
- Pietro † (1 de març de 1110 - 1122 nomenat arquebisbe de Palerm)[19]
- Drogo † (1122 - 1145)
- Silcazio † (1145 - ?)
- Aymerio o Amerigo † (mencionat el 1178)
- Ugone † (1196 - 1217)
- R. (Rainaldo) † (4 de setembre de 1217 - 9 de desembre de 1234 nomenat arquebisbe de Reggio Calàbria i administrador apostòlic de Squillace)[20]
  - R. (Rainaldo) † (9 de desembre de 1234 - 1251 jubilat) (administrador apostòlic)
- Benvenuto † (23 de desembre de 1251 - 1254 deposat)
- Tommaso, O.Cist. † (6 d'octubre de 1254 - ?)
- Riccardo † (11 d'octubre de 1266 - ?)
- Filippo † (mencionat el 1286)[21]
- Giordano † (? - 1344 jubilat)
- Nicola de Teramo † (12 de desembre de 1345 - 4 de setembre de 1349 nomenat bisbe de Melfi)
- Giovanni de Rocca † (4 de setembre de 1349 - 1369 jubilat)
- Matteo Scaleato, O.Carm. † (17 de desembre de 1369 - 1378 deposat)[22]
- Filippo Crispo, O.S.A. † (1378 - 1392 nomenat arquebisbe de Messina)
- Andrea † (26 de setembre de 1392 - 1402 nomenat bisbe d'Isernia)[23]
- Roberto de Basilio † (18 d'agost de 1402 - 13 de febrer de 1413 nomenat bisbe de Belcastro)
- Leone Calojero † (13 de febrer de 1413 - 1417 jubilat)
- Francesco de Arceriis † (26 de gener de 1418 - 1476 jubilat)
- Francesco de Cajeta † (13 de març de 1477 - 1480 jubilat)
- Vincenzio Galeota † (30 de gener de 1482 - 1 de desembre de 1520 dimití)
- Simone de Galeotis † (1 de desembre de 1520 - 1539 jubilat)
- Enrique de Borja y Aragón † (17 de desembre de 1539 - 16 de setembre de 1540 jubilat)
- Enrique de Villalobos Xeres † (5 de novembre de 1540 - 1554 jubilat)
- Alfonso de Villalobos Xeres † (1554 - 1568 dimití)
- Guglielmo Sirleto † (27 de febrer de 1568 - 29 de maig de 1573 dimití)
- Marcello Sirleto † (29 de maig de 1573 - 1594 jubilat)
- Tommaso Sirleto † (5 de setembre de 1594 - 1601 jubilat)
- Paolo Isaresi della Mirandola O.P. † (13 d'agost de 1601 - 1602 jubilat)
- Fabrizio Sirleto † (7 d'abril de 1603 - 1 d'abril de 1635 jubilat)
- Lodovico Saffiro † (17 de setembre de 1635 - de novembre de 1635 jubilat)
- Giuseppe della Corgna, O.P. † (22 de setembre de 1636 - 20 de març de 1656 nomenat bisbe d'Orvieto)
- Rodolfo Dulcino † (12 de març de 1657 - 1664 jubilat)
- Francesco Tirotta † (13 d'abril de 1665 - 27 de gener de 1676 jubilat)
- Paolo Filocamo † (27 d'abril de 1676 - 14 de setembre de 1687 jubilat)
- Alfonso de Aloysio † (31 de maig de 1688 - de maig de 1694 jubilat)
- Gennaro Crispino † (19 de juliol de 1694 - de setembre de 1697 jubilat)
- Fortunato Durante † (20 de novembre de 1697 - 23 de novembre de 1714 jubilat)
  - Sede vacante (1714-1718)
- Marcantonio Attaffi † (11 de febrer de 1718 - d'agost de 1733 jubilat)
- Nicola Michele Abati † (28 de setembre de 1733 - vers 1748 jubilat)
- Francesco Saverio Maria Queraldi † (6 de maig de 1748 - 11 de novembre de 1762 jubilat)
- Diego Genovesi † (21 de març de 1763 - 26 de maig de 1778 jubilat)
- Nicola Notari † (20 de juliol de 1778 - 8 de juliol de 1802 jubilat)
  - Sede vacante (1802-1818)
- Nicola Antonio Montiglia † (25 de maig de 1818 - 27 de setembre de 1824 nomenat bisbe de Tropea-Nicotera)
- Andrea Maria Rispoli, C.SS.R. † (13 de març de 1826 - 1839 jubilat)
  - Sede vacante (1839-1842)
- Concezio Pasquini, O.F.M. † (22 de juliol de 1842 - 21 de desembre de 1857 nomenat bisbe d'Ariano)
- Raffaele Antonio Morisciano † (27 de setembre de 1858 - 30 d'agost de 1909 jubilat)[24]
- Eugenio Tosi, O.SS.C.A. † (5 d'abril de 1911 - 22 de març de 1917 nomenat bisbe d'Andria)
- Giorgio Giovanni Elli † (23 de febrer de 1918 - 10 de febrer de 1920 jubilat)
- Antonio Melomo † (17 de març de 1922 - 7 de febrer de 1927 nomenat bisbe de Monopoli)
- Giovanni Fiorentini † (23 de desembre de 1927 - 2 de juliol de 1950 dimití)
- Armando Fares † (16 de juny de 1950 - 1980 jubilat)[25]
- Antonio Cantisani (31 de juliol de 1980 - 30 de setembre de 1986 nomenat arquebisbe de Catanzaro-Squillace)

### Bisbes i arquebisbes de Catanzaro
- Norberto † (mencionat el 1152)
- Bassovino † (mencionat el 1200)
- Roberto I † (d'agost de 1217 - 1233 jubilat)
- Fortunato, O.F.M. † (1252 - 1252 jubilat)
- Giacomo † (28 d'agost de 1252 - vers 1275 dimití)
- Nicolò † (1275 - ?)
- Roberto II †
- Giacomo † (18 de desembre de 1299 - vers 1305 jubilat)
- Venuto da Nicastro, O.F.M. † (1305 - vers 1342 jubilat)
- Pietro Salamia, O.P. † (27 d'octubre de 1343 - 1368 jubilat)
- Nicola Andrea † (18 de febrer de 1368 - 1369 jubilat)
- Alfonso o Arnulfo † (27 d'abril de 1369 - 1398 jubilat)
- Tommaso † (6 de desembre de 1398 - 1421 jubilat)
- Pietro Amuloya † (7 d'abril de 1421 - 1435 jubilat)
- Antonio dal Cirò, O.F.M. † (26 d'octubre de 1435 - 1439 jubilat)
- Nicola Palmerio, O.E.S.A. † (21 de desembre de 1440 - 1448 dimití)
- Riccardi † (5 de juny de 1448 - 1450 jubilat)
- Palamide, C.R.S.A. † (23 de gener de 1450 - 1467 jubilat)
- Giovanni Geraldini d'Amelia † (24 de març de 1467 - 1488 jubilat)
- Stefano de Gotifredis † (9 de gener de 1489 - 1505 jubilat)
- Evangelista Tornefranza † (27 d'abril de 1509 - 1523 jubilat)
- Antonio De Paola † (24 de juliol de 1523 - 1529 dimití)
- Girolamo De Paola † (9 de maig de 1530 - 1530 jubilat)
- Angelo Geraldini † (6 de març de 1532 - 15 de maig de 1536 dimití)
  - Alessandro Cesarini † (15 de maig de 1536 - 18 d'agost de 1536 dimití) (administrador apostòlic)
- Sforza Geraldini d'Amelia † (18 d'agost de 1536 - 28 de febrer de 1550 jubilat)
- Ascanio Geronimo Geraldini d'Amelia † (19 de març de 1550 - 1570 jubilat)
- Angelo Oraboni, O.F.M.Obs. † (12 d'abril de 1570 - 17 de març de 1572 nomenat arquebisbe de Trani)
- Ottavio Moriconi † (4 de juliol de 1572 - 1582 jubilat)
- Nicolò Orazi † (31 de gener de 1582 - 11 de juliol de 1607 jubilat)
- Giuseppe Piscuglio, O.F.M.Conv. † (17 de setembre de 1607 - 1618 jubilat)
- Fabrizio Caracciolo Piscizi † (7 de gener de 1619 - 1629 dimití)
- Luca Castellini, O.P. † (19 de novembre de 1629 - de gener de 1631 jubilat)
- Consalvo Caputo † (8 d'agost de 1633 - 19 de novembre de 1645 jubilat)
- Fabio Olivadisi † (16 de juliol de 1646 - 10 de novembre de 1656 jubilat)
- Filippo Visconti, O.E.S.A. † (23 d'abril de 1657 - 1664 jubilat)
- Agazio di Somma † (28 d'abril de 1664 - 1 d'octubre de 1671 jubilat)
- Carlo Sgombrino † (8 de febrer de 1672 - d'octubre de 1686 jubilat)
- Francesco Gori † (7 de juliol de 1687 - 4 d'octubre de 1706 nomenat bisbe de Sessa Aurunca)
- Giovanni Matteo Vitelloni † (11 d'abril de 1707 - de juliol de 1710 jubilat)
- Emanuele Spinelli d'Acquaro, C.R. † (17 de setembre de 1714 - de setembre de 1727 jubilat)
- Domenico Rossi, O.S.B.Coel. † (1 d'octubre de 1727 - 26 de setembre de 1735 nomenat bisbe de Melfi e Rapolla)
- Giovanni Romano † (26 de setembre de 1735 - 6 de gener de 1736 jubilat)
- Ottavio da Pozzo † (9 de juliol de 1736 - 6 de gener de 1751 jubilat)
- Fabio Troyli † (1 de febrer de 1751 - 1 d'agost de 1762 jubilat)
- Antonio De Cumis † (24 de gener de 1763 - 3 de setembre de 1778 jubilat)
- Salvatore Spinelli, O.S.B. † (12 de juliol de 1779 - 26 de març de 1792 nomenat bisbe de Lecce)
- Giambattista Marchese † (26 de març de 1792 - 22 de desembre de 1802 jubilat)
  - Sede vacante (1802-1805)
- Giovanni Francesco d'Alessandria † (26 de juny de 1805 - 15 de gener de 1818 jubilat)
- Michele Basilio Clary, O.S.B.I. † (25 de maig de 1818 - 17 de novembre de 1823 nomenat arquebisbe de Bari)
- Emanuele Bellorado, O.P. † (24 de maig de 1824 - 28 de febrer de 1828 nomenat arquebisbe de Reggio Calàbria)
- Matteo Franco † (18 de maig de 1829 - 27 d'agost de 1851 jubilat)
- Raffaele de Franco † (18 de març de 1852 - 23 d'agost de 1883 jubilat)
- Bernardo Antonio De Riso, O.S.B. † (23 d'agost de 1883 - 28 de maig de 1900 jubilat)
- Luigi Finoja † (2 de juny de 1900 - 6 de desembre de 1906 dimití)
- Pietro di Maria † (6 de desembre de 1906 - 11 de juny de 1918 nomenat arquebisbe titular d'Iconio)
- Giovanni Fiorentini † (25 de setembre de 1919 - 20 de gener de 1956 jubilat)
- Armando Fares † (20 de gener de 1956 - 1980 jubilat)
- Antonio Cantisani (31 de juliol de 1980 - 30 de setembre de 1986 nomenat arquebisbe de Catanzaro-Squillace)

### Arquebisbes de Catanzaro-Squillace
- Antonio Cantisani (30 de setembre de 1986 - 31 de gener de 2003 jubilat)
- Antonio Ciliberti (31 de gener de 2003 - 25 de març de 2011 jubilat)
- Vincenzo Bertolone, S.d.P., des del 25 de març de 2011

## Estadístiques
A finals del 2006, l'arxidiòcesi tenia 199.000 batejats sobre una població de 237.000 persones, equivalent al 84,0% del total.
| any  | població | població | població | sacerdots | sacerdots       | sacerdots       | sacerdots             | diaques | religiosos | religiosos | parroquies |
| ---- | -------- | -------- | -------- | --------- | --------------- | --------------- | --------------------- | ------- | ---------- | ---------- | ---------- |
| any  | batejats | total    | %        | total     | clergat secular | clergat regular | batejats por sacerdot | diaques | homes      | dones      |            |
| 1950 | 95.750   | 95.956   | 99,8     | 77        | 62              | 15              | 1.243                 |         | 21         | 130        | 46         |
| 1959 | 110.500  | 111.500  | 99,1     | 85        | 64              | 21              | 1.300                 |         | 175        | 97         | 46         |
| 1969 | 139.476  | 139.755  | 99,8     | 93        | 66              | 27              | 1.499                 |         | 34         | 201        | 45         |
| 1980 | 135.700  | 139.300  | 97,4     | 110       | 73              | 37              | 1.233                 |         | 43         | 204        | 56         |
| 1990 | 270.000  | 274.500  | 98,4     | 186       | 125             | 61              | 1.451                 | 5       | 122        | 255        | 128        |
| 1999 | 244.557  | 248.067  | 98,6     | 182       | 124             | 58              | 1.343                 | 16      | 86         | 205        | 120        |
| 2000 | 242.246  | 246.426  | 98,3     | 178       | 126             | 52              | 1.360                 | 19      | 77         | 205        | 121        |
| 2001 | 245.313  | 249.426  | 98,4     | 195       | 135             | 60              | 1.258                 | 19      | 85         | 205        | 121        |
| 2002 | 245.326  | 249.426  | 98,4     | 191       | 139             | 52              | 1.284                 | 19      | 78         | 193        | 122        |
| 2003 | 245.326  | 249.426  | 98,4     | 192       | 140             | 52              | 1.277                 | 19      | 77         | 208        | 122        |
| 2004 | 245.326  | 249.426  | 98,4     | 191       | 136             | 55              | 1.284                 | 18      | 82         | 196        | 122        |
| 2006 | 199.000  | 237.000  | 84,0     | 193       | 139             | 54              | 1.031                 | 19      | 77         | 179        | 122        |

### Per Catanzaro
- Pius Bonifacius Gams, Series episcoporum Ecclesiae Catholicae, Leipzig 1931, p. 874(llatí)
- Konrad Eubel, Hierarchia Catholica Medii Aevi, vol. 1 Arxivat 2019-07-09 a Wayback Machine., pp. 174–175; vol. 2 Arxivat 2018-10-04 a Wayback Machine., p. 121; vol. 3 Arxivat 2019-03-21 a Wayback Machine., p. 158; vol. 4 Arxivat 2018-10-04 a Wayback Machine., p. 141; vol. 5, pp. 149–150; vol. 6, p. 155(llatí)
- Charles-Louis Richard et Jean Joseph Giraud, Bibliothèque sacrée, ou Dictionnaire universel historique, dogmatique, canonique, géographique et chronologique des sciences ecclésiastiques, París: Boiste fils ainé, 1822, vol. VI, pp. 213-215(francès)
- Gaetano Moroni, "CATANZARO". In: Dizionario di erudizione storico-ecclesiastica, Venezia: Tipografia Emiliana, 1841, Vol. X, p. 241 (italià)
- "Catanzaro". In: Vincenzio d'Avino, Cenni storici sulle chiese arcivescovili, vescovili, e prelatizie (nullius) del regno delle due Sicilie, Napoli: Ranucci, 1848, pp. 183-185 (on-line) (italià)
- Aquest article incorpora fragments d'una publicació que està en domini públic:  «article name needed». A: Charles Herbermann. Catholic Encyclopedia.  Nova York: Robert Appleton, 1913. (anglès)

### Per Squillace
- La diocesi di Squillace a Catholic Hierarchy(anglès)
- Pius Bonifacius Gams, Series episcoporum Ecclesiae Catholicae, Leipzig 1931, p. 927(llatí)
- Konrad Eubel, Hierarchia Catholica Medii Aevi, vol. 1 Arxivat 2019-07-09 a Wayback Machine., pp. 461–462; vol. 2 Arxivat 2018-10-04 a Wayback Machine., p. 241; vol. 3 Arxivat 2019-03-21 a Wayback Machine., p. 303; vol. 4 Arxivat 2018-10-04 a Wayback Machine., p. 321; vol. 5, pp. 362–363; vol. 6, p. 386(llatí)
- Charles-Louis Richard et Jean Joseph Giraud, Bibliothèque sacrée, ou Dictionnaire universel historique, dogmatique, canonique, géographique et chronologique des sciences ecclésiastiques, París: Boiste fils ainé, 1825, vol. XXIV, pp. 237–239(francès)
- "Squillace". In: Vincenzio d'Avino, Cenni storici sulle chiese arcivescovili, vescovili, e prelatizie (nullius) del regno delle due Sicilie, Napoli: Ranucci, 1848, pp. 652–656 (italià)
- Gaetano Moroni, "SQUILLACE". In: Dizionario di erudizione storico-ecclesiastica, Venezia: Tipografia Emiliana, 1854, Vol. LXIX, pp. 167–171 (italià)
- Aquest article incorpora fragments d'una publicació que està en domini públic:  «article name needed». A: Charles Herbermann. Catholic Encyclopedia.  Nova York: Robert Appleton, 1913. (anglès)